# Embryonic
Embryonic é o décimo segundo álbum de estúdio da banda norte-americana The Flaming Lips, foi lançado em 2009. É o primeiro álbum duplo a ser lançado pela banda, anunciado durante uma entrevista com o vocalista da banda de Wayne Coyne:
| “ | "Algures no caminho, ocorreu-me que deveríamos fazer um álbum duplo... Só essa ideia que você pode tecer um par de temas distantes, e você pode expandir um pouco." | ” |

Vários outros artistas contribuíram para várias faixas do álbum. O matemático alemão Dr. Thorsten Wörmann contribuiu para a faixa "Gemini Syringes", a banda de synthpop MGMT contribuiu para a música "Worm Mountain", e Karen O (vocalista do trio de rock alternativo Yeah Yeah Yeahs) contribuíram para as canções "I Can Be a Frog" e "Watching the Planets". As contribuições de Karen O foram gravadas por Wayne Coyne pelo telefone.
| Críticas profissionais                                                      | Críticas profissionais |
| Avaliações da crítica                                                       | Avaliações da crítica  |
| Fonte                                                                       | Avaliação              |
| --------------------------------------------------------------------------- | ---------------------- |
| allmusic                                                                    | [ 4 ]                  |
| Esta tabela precisa de ser acompanhada por texto em prosa. Consulte o guia. |                        |

## Faixas
Disco 1
1. "Convinced of the Hex" - 3:56
2. "The Sparrow Looks Up at the Machine" - 4:14
3. "Evil" - 5:38
4. "Aquarius Sabotage" - 2:11
5. "See the Leaves" - 4:24
6. "If" - 2:05
7. "Gemini Syringes" (participações de Thorsten Wörmann e Karen O) - 3:41
8. "Your Bats" - 2:35
9. "Powerless" - 6:57

Disco 2
1. "The Ego's Last Stand" - 5:41
2. "I Can Be a Frog" (participação de Karen O) - 2:14
3. "Sagittarius Silver Announcement" - 2:59
4. "Worm Mountain" (participação de MGMT) - 5:21
5. "Scorpio Sword" - 2:02
6. "The Impulse" - 3:31
7. "Silver Trembling Hands" - 3:59
8. "Virgo Self-Esteem Broadcast" (participação deThorsten Wörmann) - 3:44
9. "Watching the Planets" (participação de Karen O) - 5:17

### Faixas bônus
Faixas adicionais comercializadas em formato digital pelo iTunes:
1. "UFOs Over Baghdad" - 5:18
2. "What Does It Mean?" - 5:10
3. "Just Above Love" - 4:49
4. "Anything You Say Now, I Believe You" - 6:40